# 스트라트 대학

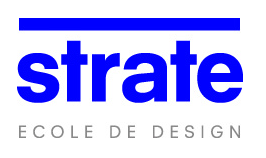

스트라트 에콜 드 디자인(프랑스어: Strate École de Design, 예전 스트라트 대학(Strate Collège))는 파리 남서부 세브르에 위치한 프랑스의 사립고등기술기관이다. 2007년 비지니스 위크(Business Week)에 의해 세계의 아트, 디자인 학교 중에서 60개 베스트 디자인 학교(60 Best Design Schools)로 선정되었다.
또한 전 세계 46개국 189개의 아트 및 디자인 학교로 구성된 단체인 Cumulus(International Association of Universities and Colleges of Art, Design and Media)의 회원이다.
Cumulus의 회원학교로 한국에 알려진 대학으로는 로얄 컬리지 오브 아트(Royal College of Art, 영국), 도무스 아카데미(Domus Academy, 이태리), 아트 센터 컬리지 오브 디자인(Art Center College of Design, 미국) 등이 있다.
이 학교에서는 국가등록전문인증(RNCP)의 레벨 I(bac+5 et au-delà) 산업 디자이너 자격을 수여한다.

## 철학
본 학교의 철학은 디자인 방법의 중심에 인간을 두는 데에 있다. 학생들은 미학적 접근을 할 수 있도록 훈련받을 뿐만 아니라 디자인 방법론의 사용, 기능 및 의미를 실제 작업을 통해 습득한다. 또한 학생들은 지속가능한 환경과 제품개발에 있어서 에코디자인, 윤리, 적절성 및 정확성을 고려할 수 있는 디자이너로 훈련되고 있다.

## 학교 교육
본 대학에서는 정부로부터 산업디자이너로 인정받는 niveau I(프랑스 그랑제꼴 졸업생에게 수여되는 동일한 레벨의 학위, Bac +5과 동일)의 석사학위(RNCP code 200n, JO du 06-07-08)를 수여한다.
1, 2학년에서는 데생, 투시, 모델링과 같은 일반적인 교육이 실시된다. 학생들은 3학년 때에 다음에 나열된 전공 중에서 한 가지를 선택하게 된다.
- 제품디자인(Usages & Produits Innovants)
- 운송디자인(Mobilité & transport)
- 패키징, 브랜드 및 리테일디자인(Packaging, Branding & Retail)
- 인터렉션디자인(Systèmes & Objets Interactifs)

3학년 이후 6개월 동안의 실무 교육을 무사히 이수하여야만 하며 4학년은 국제 개방성과 전문적 분야를 위한 기간이다. 첫 학기에서는 모든 학생들이 자매결연된 세계곳곳의 대학에서 필수적으로 교환학생을 수행하게 된다. 또한 이 기간 동안 해외에서 인턴쉽을 실시하는 것도 첫 학기로서 동등히 인정된다. 두 번째 학기에서는 탐험과 혁신을 실행한다. 학생들은 마이크로소프트(Microsoft), 네슬레(nestle), 미슐랭(Michelin), 로레알(loreal), 오랑쥬(Orange), 아카텔 루슨트(Alcatel Lucent), 사젬(Sagem), 라뻬르(Lapeyre), 에스티 로더(Estée Lauder), 다쏘시스템(Dassault Systèmes), 르노(Renault), 푸조 시트로엥 자동차 그룹(PSA) 등의 세계적인 기업과 협력 프로젝트를 수행한다.
5학년은 학위 준비 기간이다. 각 학생들은 연구의 주제에 대한 논문을 작성하고 논문통과 이후 자신의 프로젝트를 진행한다. 디자이너, 기업, 연구소, 마케팅 담당자 뿐만 아니라 저널리스트, 공학자 등 다양한 분야의 외부 전문가들로 구성된 배심원들에게서 프로젝트를 심사받는다.
또한 학생들은 프로젝트 통과 이후 프랑스나 그 외 국가에서 인턴쉽을 무사히 마쳐야만 석사학위를 취득할 수 있다.

## 교육과정
본 대학에서는 기본 5년 교과과정 외, 다음과 같은 과정이 제공되고 있다.
- 모델러 훈련과정인 디지털 모델링 과정(Cursus Maquette & Modelage Numérique)은 3년 학사과정(Bac+3)으로 전통적, 디지털 모델링의 교육이 실시된다.
- 산업 디자인 방법론에 있어서 자신의 지식을 심화하고자 하는 학생들과 전문가들을 위해 파리테크 국립고등광산학교(MINES ParisTech)과 공동으로 진행되는 DI&CI(Design Industriel et Conduite de l'Innovation) 석사과정이 있다.
- 2008년도에 그르노블 경영대학(Grenoble École de management)과의 공동과정으로 디자이너-매니저가 되기 위한 학생들을 위한 복수학위과정이 있다.
- 파리테크 국립고등기술공예학교(Arts et Métiers ParisTech)와의 공동과정으로 인터렉션 디자인에 한해 디자이너-연구자가 되기 위한 연구석사과정이 있다.

마지막으로, 집중 데생 및 표현 기법 훈련을 위한 여름 워크샵 코스가 있다.

## 파트너십 학교
본 대학은 프랑스 최고의 그랑제꼴인 에콜 센트랄 파리(École centrale Paris), 파리고등경제상업학교(ESSEC)과 개발한 CPI프로그램을 통해 엔지니어-마케팅-디자인 간의 혁신적 융합교육을 실시하고 있다.
또한 프랑스에서 가장 권위 있는 대학기관인 파리테크에 포함된 에꼴 폴리테크닉(École polytechnique), 파리 국립광업학교(MINES ParisTech), 파리테크 국립고등기술공예학교(Arts et Métiers ParisTech), 국립고등교량도로학교(École des Ponts ParisTech)와도 교육과 학업에 있어서 실질적인 교류관계를 맺고 있다.
뿐만 아니라 전 세계 23개국 31개 학교와 직접적인 교류 및 교환학생 제도를 4학년 전학생을 대상으로 실시하고 있으며 대표적인 학교로는 포르츠하임 대학(Pforzheim University, 독일), 로드아일랜드 디자인학교(Rhode Island School of Design, 미국) 그리고 한국에서는 국민대학교 조형대학이 있다.